# RT-15

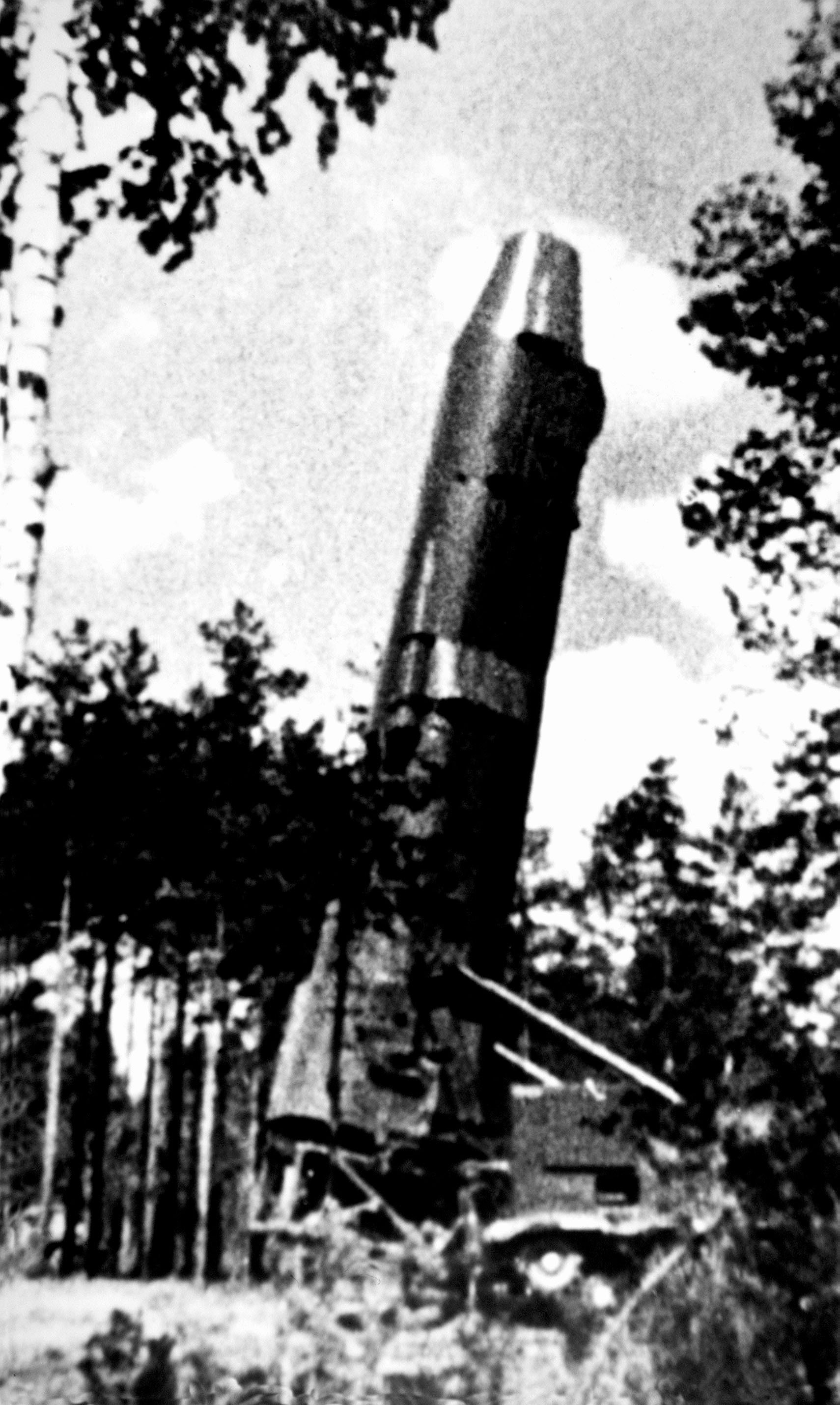
Missile balistique soviétique RT15 de la guerre froide, sur sa plateforme de lancement mobile

Le RT-15 était un missile balistique de théâtre mobile, déployé par l’Union soviétique pendant la guerre froide. Il reçut le nom de code OTAN SS-14 Scamp (alternativement SS-14 Scapegoat) et portait l’indice GRAU 8K96.
Le RT-15 était une des premières tentatives soviétiques de développer un missile balistique de théâtre mobile sur route. Il devait être capable d’être lancé à partir de sites maritimes et terrestres et avait une portée maximale de 2000 à 2500 km. Le « temps de réaction » de l’arme, dans des conditions normales de préparation, était de 20 à 30 minutes après son arrivée sur le site de lancement, avec un délai de deux à dix minutes avant que le missile ne puisse être lancé. Le « temps d’attente » au maximum de l’état de préparation était d’environ une journée.
Le missile était transporté sur un châssis de char lourd T-10 dans un conteneur scellé. Il avait une ressemblance frappante avec l’ICBM américain Atlas D. Après l’érection du missile, le conteneur se fendait longitudinalement et était retiré.
Le RT-15 a été développé par le bureau d'études Sergueï Pavlovitch Korolev (OKB-1) sur la base du deuxième et du troisième étages de l’ICBM RT-2. Le missile a été développé au début des années 1960 et a été vu sur un tracteur-érecteur-lanceur terrestre mobile pour la première fois en mai 1965. Six missiles ont été déployés à titre expérimental avec le 50e bataillon de missiles indépendants dans le village de Lesnaïa en Biélorussie. Le système s’est vu refuser l’acceptation pour le service, au motif que l’électronique d’aide au lancement était trop encombrante et fragile. Les missiles de Lesnaïa ont été mis hors service en mars 1970.

## Variantes
- RT-25 dérivé modernisé
- RT-15M (RSM-25) MRBM et SLBM

## Opérateurs
- Union soviétique